# Eberhardt del'Antonio
Karl Eberhardt del'Antonio (Lichtenstein-Callnberg, 21 de abril de 1926 - Dresde, 22 de febrero de 1997) fue un ingeniero y escritor de ciencia ficción alemán.

## Vida

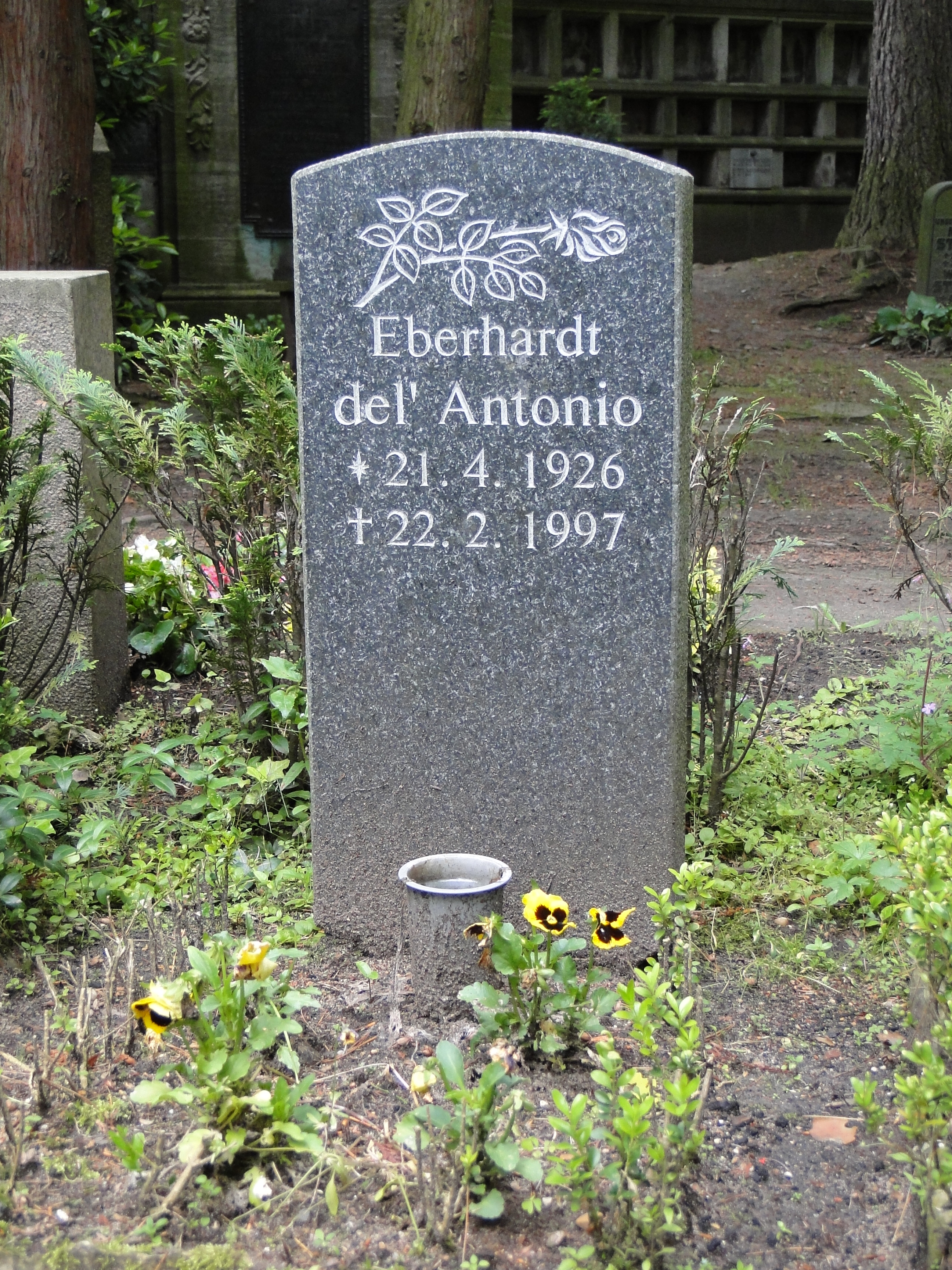
Tumba de Eberhardt del'Antonio en Urnenhain Tolkewitz

Eberhardt del'Antonio era hijo de un cerrajero de origen italiano. Inicialmente trabajó en la industria del metal y más tarde se formó como delineante técnico. Tuvo que interrumpir sus estudios de Ingeniería en 1944 cuando fue llamado a filas. Tras la II Guerra Mundial fue internado poco tiempo y luego enviado a Bremerhaven a realizar un servicio civil obligatorio, donde trabajó, entre otras cosas, como gruista, estibador, pintor y herrero.
Posteriormente se pasó de forma ilegal a la zona de ocupación soviética; allí trabajó de mecánico, diseñador de anuncios y controlador. A partir de 1951 trabajó de ingeniero en el desarrollo de turbomáquinas y donde dirigió la oficina de desarrollo.
Era miembro de la Cámara de la Técnica (Kammer der Technik) y de la Sociedad para la Exploración Espacial. Además, estudió a distancia Psicología del Cine. De 1953 a 1959 trabajó de funcionario a pesar de no ser miembro del partido y se dedicó al «desarrollo cultural de los trabajadores» en las empresas de la República Democrática Alemana.
A partir de 1959 vivió en Dresde, donde falleció en 1997. Su tumba se encuentra en Urnenhain Tolkewitz.

## Obra
Eberhardt del'Antonio fue conocido principalmente por sus novelas utópicas, en las que mostraba los problemas de las sociedades futuras tras la llegada al socialismo siguiendo la línea del partido. Sus mayores éxitos fueron las novelas Titanus («Titán») y Heimkehr der Vorfahren («Vuelta a casa de los antepasados»), de los que se vendieron en conjunto 500000 ejemplares en la RDA. Los críticos occidentales, sin embargo, calificaron las obras como de argumentos poco originales y de estilo acartonado.
Además de sus obras de ciencia ficción -en la RDA se rechazaba inicialmente el nombre de «ciencia ficción» de origen estadounidense y se empleaba el término «novela utópica» o «novela cientificofantástica»- del'Antonio escribió una serie de cuentos en formato de obras de teatro.

### Libros
- Gigantum. Das Neue Berlin, Berlin 1957.
- Titanus. Das Neue Berlin, Gelbe Reihe, Berlin 1959.
- Projekt Sahara. Tribüne, Berlin 1962.
- Heimkehr der Vorfahren. Das Neue Berlin, Berlin 1966.
- Okeanos. Greifenverlag, Rudolstadt 1988.
- con Jens Prockat: Volle Kraft voraus. Buchverlag Junge Welt, Berlin 1991.